# 987 Wallia
987 Wallia eller 1922 MR är en asteroid i huvudbältet, som upptäcktes den 23 oktober 1922 av den tyske astronomen Karl Wilhelm Reinmuth i Heidelberg.
Asteroiden har en diameter på ungefär 52 kilometer.